# Port Arthur—Thunder Bay
Pour les articles homonymes, voir Port Arthur et Thunder Bay.
Port Arthur—Thunder Bay fut une circonscription électorale fédérale de l'Ontario, représentée de 1925 à 1935.
La circonscription de Port Arthur—Thunder Bay a été créée en 1924 avec des parties d'Algoma-Ouest et Port-Arthur et Kenora. Abolie en 1933, elle fut intégrée à Port Arthur.

## Géographie
En 1924, la circonscription de Port Arthur—Thunder Bay comprenait:
- Les parties nord-est des territoires des districts de Kenora et de Thunder Bay

## Députés
1. 1925-1926 — William Fitzgerald Langworthy, CON
2. 1926-1935 — Donald James Cowan, CON

- CON = Parti conservateur du Canada (ancien)